# Stenolophus cincticollis
Stenolophus cincticollis är en skalbaggsart som beskrevs av Leconte 1858. Stenolophus cincticollis ingår i släktet Stenolophus och familjen jordlöpare. Inga underarter finns listade i Catalogue of Life.